# フェルゼンライトシューレ

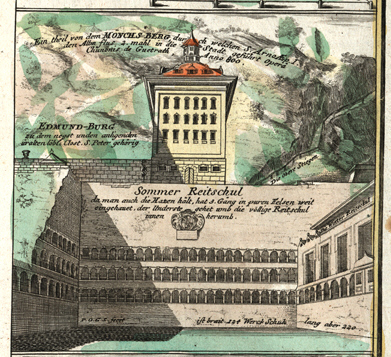
フェルゼンライトシューレ（1712年）

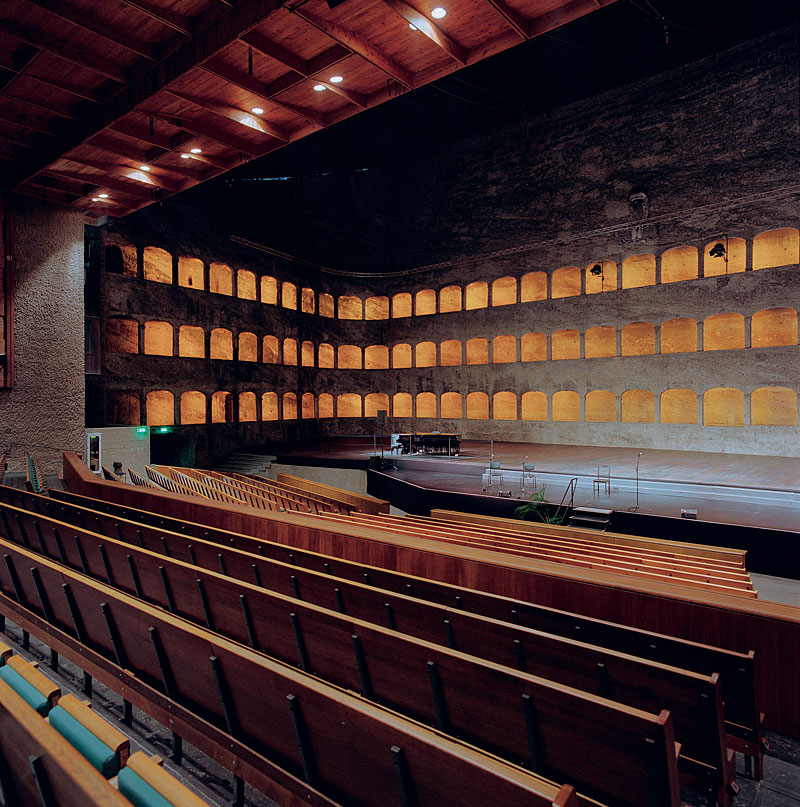
フェルゼンライトシューレ（2009年）

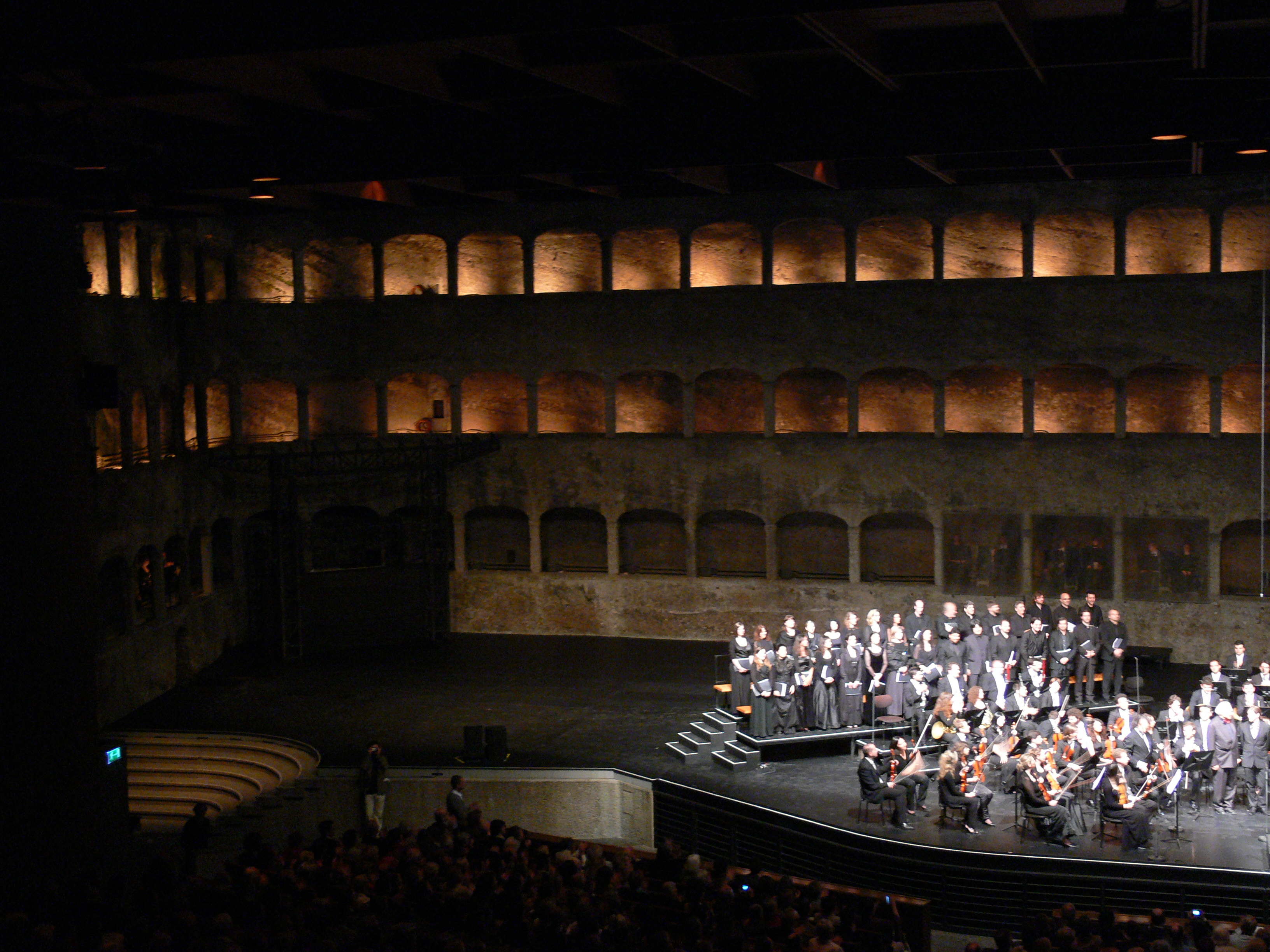
フェルゼンライトシューレでのコンサート

フェルゼンライトシューレ（Felsenreitschule、岩窟乗馬学校）はオーストリアのザルツブルクにある劇場。フェルゼンライトシューレの意味はFelsen（岩壁）、Reitschule（馬術学校）、つまり馬術学校裏の岩盤を利用した劇場で、舞台が岩に囲まれたオープンエアの珍しい劇場。『サウンド・オブ・ミュージック』のコンテストの会場になったことでも有名。

## 歴史
フェルゼンライトシューレは、1693年にヨハン・エルンスト・フォン・トゥン大司教（Johann Ernst von Thun）により、新しいドーム建築のための採石場跡に建築され、大司教の馬術学校と狩猟のために使われていた。現在舞台を取り囲んでいる三層に重なった96のアーチからなる岩盤は、馬術学校当時の観客席である。ロビーの天井には『テュルケンシュテッヘン』（Türkenstechen）と呼ばれる巨大なフレスコ画が描かれている。1926年からザルツブルク音楽祭に使用され、屋外の劇場であり残響は少なく音楽にはあまり適していないが、反面演劇には最適である。しかし岩盤を有効に利用した演出により、音響のマイナス点をカバーしてなお余りあるオペラが上演されてきた。多くの上演が三層アーチをそのまま生かしたセットを組むため、舞台の全景としては似た印象を与える。
フェルゼンライトシューレでの初期の歴史的オペラ公演
- 1948年カラヤン指揮　グルックの『オルフェオとエウリディーチェ』
- 1949年フルトヴェングラー指揮　モーツァルトの『魔笛』
- 1953年フルトヴェングラー指揮　モーツァルトの『ドン・ジョヴァンニ』（映像があります）
- 1948年カラヤン指揮　ベートーヴェンの『フィデリオ』

1968年から1970年にかけてクレメンス・ホルツマイスター（de:Clemens Holzmeister）による改修が行われ、1,549の座席、40mの幅の舞台、舞台下に4mの空間が確保された。また懸案であった雨を防ぐための可動式の屋根が作られた。また2006年の「モーツァルトのための劇場」（旧祝祭小劇場）の改修により、独立したロビーが確保された。